# مقاطعة توم غرين (تكساس)
مقاطعة توم غرين (بالإنجليزية: Tom Green  County)‏ هي إحدى المقاطعات في ولاية تكساس، الولايات المتحدة الأمريكية، يبلغ عدد سكانها 110,224 نسمة طبقا لإحصاء عام 2010 .

موقع المقاطعة في ولاية تكساس

## أعلام
- بيل كيد
- ترك موقد فخار